# Żery-Czubiki
Żery-Czubiki – wieś w Polsce położona w województwie podlaskim, w powiecie siemiatyckim, w gminie Grodzisk.
W latach 1975–1998 miejscowość administracyjnie należała do województwa białostockiego.
Według Powszechnego Spisu Ludności z 1921 roku wieś zamieszkiwało 91 osób, wśród których 75 było wyznania rzymskokatolickiego, 5 prawosławnego a 11 mojżeszowego. Jednocześnie wszyscy mieszkańcy zadeklarowali polską przynależność narodową. Było tu 18 budynków mieszkalnych.
Wierni kościoła rzymskokatolickiego należą do parafii pw. św. Stanisława Biskupa i Męczennika w Pobikrach.